# Louis Bouwmeester (violist)
Ludovicus Adolphus "Louis" Bouwmeester (Antwerpen, 9 december 1882 - Velp, 16 augustus 1931) -  was een Nederlands soloviolist.

## Levensloop
Louis werd in 1882 in Antwerpen geboren als Ludovicus Adolphus de Clermont, zoon van Maria Frederika Christina de Clermont (1860-1922). Hij werd in 1890 als zoon erkend door Frits Bouwmeester sr. (1848-1906).
Hij huwde in 1909 te Amsterdam met Julie Marie Arpeau (1880-1952). Zij waren de ouders van actrice Lily Bouwmeester (1901-1993), actrice Dolly Bouwmeester (1913-1986) en Loutje Bouwmeester (1913-1974), die net als zijn moeder pianist was. 
Louis zou, aldus het Nieuws van de Dag voor Nederlandsch Indië in een bericht bij zijn overlijden, een bekend violist zijn geweest.
Bouwmeesters oom Louis Bouwmeester (1842-1925), vader Frits sr. alsook zijn broers Frits jr. (1885-1959) en Adolf (1889-1959) waren allen acteur. Louis Bouwmeester overleed op 48-jarige leeftijd en is begraven op de Gemeentelijke Begraafplaats te 's-Gravenhage.
Zijn (buitenechtelijke) dochter actrice Lily Bouwmeester werd bij akte van 21 maart 1907 te Den Haag erkend als kind.
- International Standard Name Identifier: 0000 0004 3638 5352
- Nederlandse Thesaurus van Auteursnamen: 371744601
- Virtual International Authority File: 309891583
- WorldCat: E39PBJkD4YQVKmfFRj78yD7fv3